# Agrandissement et réduction
En géométrie, l’agrandissement et la réduction sont les deux cas de transformations géométriques d'une figure en multipliant ses dimensions par un nombre appelé rapport : ce nombre est supérieur à 1 dans le cas d’un agrandissement, inférieur dans le cas d’une réduction.
La figure obtenue est ainsi semblable à l’ancienne, et si les deux apparaissent dans le même plan, elles s’obtiennent chacune par une homothétie sur la figure de l’autre. C’est le cas par exemple d’une configuration de Thalès.
Un agrandissement ou une réduction de rapport k multiplie les aires des surfaces homologues par un coefficient k² et les volumes par un coefficient k³.
Une carte topographique représente un espace réel selon une réduction dont le rapport est l’échelle indiquée par le document.